# كارل أدولف هوليدت
كارل أدولف هوليدت (28 أبريل 1891 - 22 مايو 1985) كان قائدًا للجيش الألماني ومجرم حرب خلال الحرب العالمية الثانية. حمل رتبة غنرال أوبرست في الفيرماخت لألمانيا النازية الذي قاد الجيش السادس.

## مسار مهني
جند هوليت في الجيش الألماني عام 1909. خلال الحرب العالمية الأولى، خدم هوليدت على الجبهة الغربية وحصل على الصليب الحديدي من الدرجة الأولى والثانية. بقي في الرايخويهر (القوات المسلحة لجمهورية فايمار ). ابتداء من عام 1935، خدم في هيئة الأركان العامة ورئيس أركان الجيش في الفيرماخت.

## الجوائز
- الصليب الحديدي (1914) الدرجة الثانية (9 سبتمبر 1914) والدرجة الأولى (18 أكتوبر 1916) [1]
- مشبك الصليب الحديدي (1939) الدرجة الثانية (30 مايو 1940) والدرجة الأولى (7 يونيو 1940)
- وسام الفارس الصليبي الحديدي بأوراق البلوط
  - صليب الفارس في 8 سبتمبر 1941 كقائد لفرقة المشاة الخمسين [2]
  - 239 باوراق البلوط في 17 مايو 1943 كقائد للجيش السادس [2]

## روابط خارجية
- كارل أدولف هوليدت على موقع مونزينجر (الألمانية)

### اقتباسات
1. ↑  Thomas 1997, p. 299.
2. 1 2  Fellgiebel 2000.